# Anoploderma bicolor
Anoploderma bicolor es una especie de escarabajo del género Anoploderma, familia Cerambycidae. Habita en Brasil, Perú y Bolivia.